# Massachusett

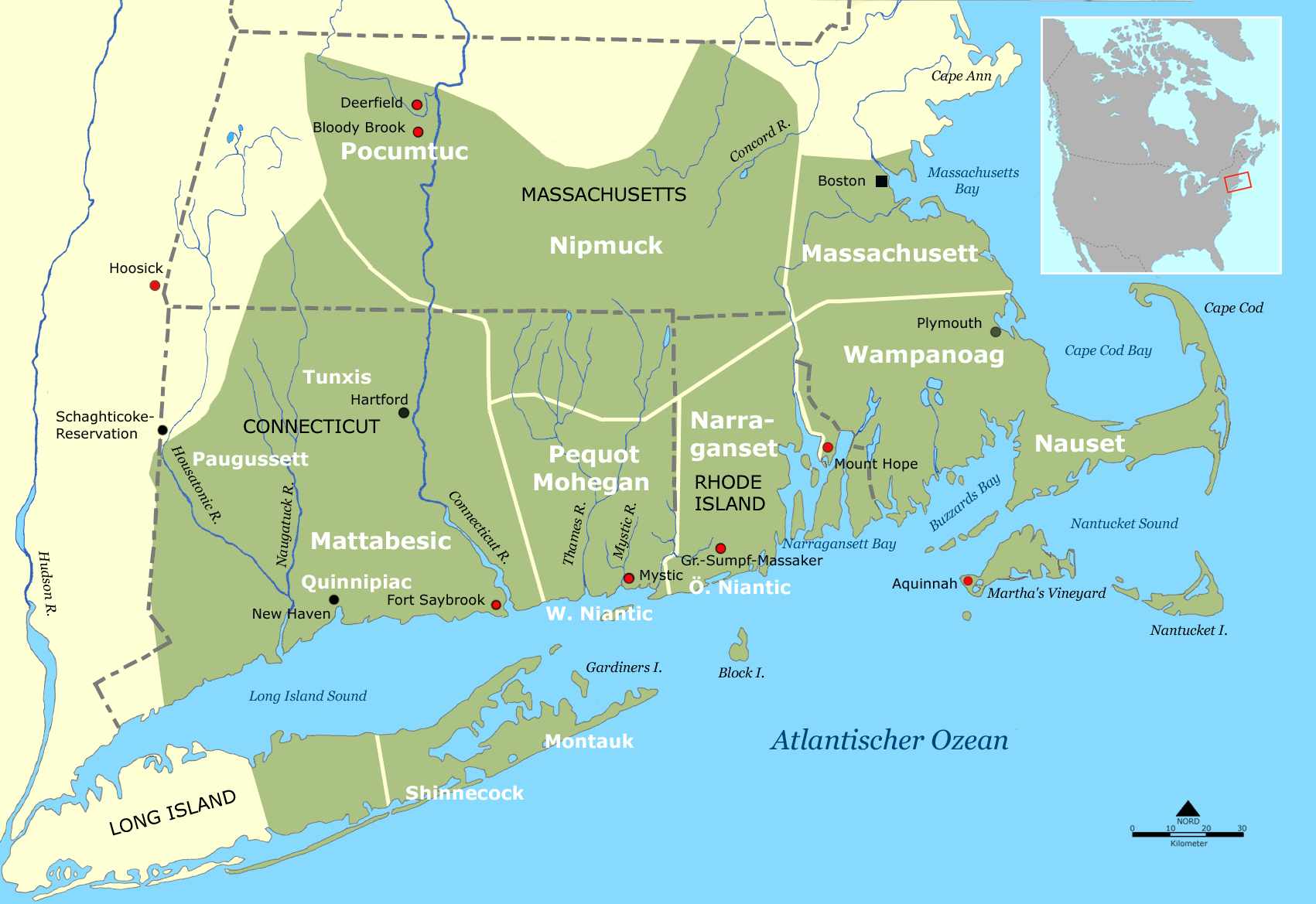
Wohngebiet der Massachusett und benachbarter Stämme um 1600, sowie historische Orte (rot)

Die Massachusett waren eine Gruppe heute ausgestorbener Indianerstämme, deren ehemaliges Wohngebiet im Osten des US-Bundesstaates Massachusetts lag. Sie gehörten zu einer Vielzahl einzelner Stämme im südlichen Neuengland, die bis auf wenige Ausnahmen das gleiche kulturelle Muster teilten. Alle sprachen die Massachusett-Sprache, eine Algonkin-Sprache, ernährten sich von Mais, Bohnen und Squash aus ihren Gärten und Feldern, ergänzt durch Land- und Meerestiere sowie Wildpflanzen. Das Dorf war Mittelpunkt einer sehr ähnlichen sozialen, politischen und religiösen Lebensweise.

## Name
Die Bezeichnung Massachuset wurde offenbar zuerst 1616 von John Smith in seinen Berichten verwendet und scheint auf dem großen Hügel zu bedeuten, vermutlich ein Bezug auf die Blue Hills bei Milton an der südwestlichen Massachusetts Bay. Der englische Plural Massachusetts wurde seit dem 17. Jahrhundert übereinstimmend gebraucht, mit einer kleinen Variante in der Schreibweise, um die Indianer zu bezeichnen, die das Land rund um die Bay und auf den Inseln darin bewohnten. Der Narraganset-Name war Massachuseuck. Die Franzosen hatten dagegen mit Almouchicois eine gänzlich andere Bezeichnung für die Stämme dieser Sprachfamilie.

## Sprache
Alle Ureinwohner im südlichen Neuengland sprachen eine der fünf Östlichen Algonkin-Sprachen:
- Loup (Westliches Abenaki)
- Massachusett
- Narraganset
- Mohegan-Pequot-Montauk und
- Quiripi-Unquachog.

Einige Berichte aus dem 17. Jahrhundert bestätigen, dass diese Sprachen von den jeweiligen Sprechern untereinander verstanden wurden. An der Küste traf dieses besonders auf diejenigen Indianer zu, die einige Erfahrungen mit anderen Sprachen und Dialekten hatten.

## Wohngebiet
Zu Beginn der europäischen Besiedlung scheint sich das Volk der Massachusett rund um die Flussmündung des Neponset an der Südseite der Massachusetts Bay konzentriert zu haben. Im Süden berührte das Massachusett-Land das Wohngebiet der Wampanoag entlang einer sich verändernden Grenze, die ungefähr der Linie zwischen den heutigen Orten Marshfield und Brockton folgte. Die Grenze zu den Penacook im Norden war in der Nähe des Charles Rivers.

## Gruppen der Massachusett
Zu den örtlichen Gruppen gehörten:
- Nashaway (Nashua oder Weshacumam – „river with a pebbled bottom“, lebten am Oberlauf des Nashua Rivers im nördlichen Worcester County, nahe den heutigen Städten Leominster, Lancaster, Sterling und weiteren in der Umgebung des Mount Wachusett, ihre Hauptsiedlung war Waushacum (heute: Sterling); ihr Gebiet wurde den Nashua River stromabwärts (im Norden) durch die mächtige Pennacook-Konföderation, im Osten von mit den Massachusett verwandten Stämmen, im Süden von anderen Nipmuck-Gruppen sowie im Westen vom Connecticut River und der Pocomtuc-Konföderation begrenzt, obwohl heute meist als eine große Gruppe (oder Sachemtum) der Nipmuck (Nipmuc) betrachtet, die jedoch politisch meist Teil der Penacook- und/oder der Massachusett-Konföderation waren, später schlossen sie sich den Westlichen Abenaki und somit der Wabanaki-Konföderation an)
- Naumkeag (Naimkeak, Namaoskeag, Namaske, ihr Hauptdorf Naumkeag („Fisch-Grund“, von namaas – „Fisch“ und ki – „Ort“, „Grund“), lag nahe Salem an der Mündung des Naumkeag River bis zum Mystic River im Nordosten von Massachusetts, ursprünglich mächtiges Sachemtum der Massachusett, schlossen sie sich später der Penacook-Konföderation an, um sich später mit diesen der Wabanaki-Konföderation als Teil der Westlichen Abenaki anzuschließen)
- Neponset (lebten ursprünglich entlang des gleichnamigen Neponset River, später wurden sie in der Gebetsstadt Punkapaog angesiedelt)
- Nonantum
- Penacook, Pawtucket
- Punkapaog (Ponkapoag, Punkapaug oder Punkapog – „shallow pond“ oder „a spring that bubbles from red soil“, wurde 1657 als zweite Gebetsstadt (engl.: praying town) – nach Natick im Jahr 1651 – in den westlichen Blue Hills im Osten Massachusetts' nahe Stoughton errichtet, ursprünglich nur der Name eines Winterlagers der Neponset, eines Stammes der Massachusett, der im Sommer an der Mündung des Neponset River lebte, wurde dieser dann als Punkapaog bezeichnet, heute Teil des Stadtgebiets von Canton, Massachusetts)
- Wessagusset

## Kultur

### Lebensunterhalt
Die Massachusett zogen, wie die meisten anderen Neuengland-Stämme, im Zyklus der Jahreszeiten zu ihren wichtigsten Nahrungsquellen im Wald, auf den Feldern, im Marschland und im Wasser.
Archäologische und ethnohistorische Quellen liefern ausreichend Beweise für den großen Umfang an Landsäugetieren, die der Größe nach vom schwarzen Bären bis zum grauen Eichhörnchen reichten. Archäologische Funde in einer Mohegan-Ausgrabungsstätte in Connecticut weisen allerdings darauf hin, dass Hirsche nahezu 90 Prozent des Fleischbedarfs deckten. Die Hirschjagd scheint also die Hauptbeschäftigung der Männer im Herbst und Frühwinter gewesen zu sein.
In der Zeit vor dem Kontakt mit Europäern wurden Wale im südlichen Neuengland offenbar nicht systematisch gejagt, doch sie wurden ziemlich oft an den Strand gespült, und große Gruppen aus den naheliegenden Dörfern schlachteten die gestrandeten Tiere. In den späteren Jahren wurden Indianer aus dem östlichen Long Island allgemein als geschickte Walfänger bekannt. Im östlichen Massachusetts pirschten die Indianer sich an Robben heran, die bei warmen Wetter auf den Felsen an der Küste schliefen, und Robbenfett stand hoch im Kurs.
Wassergeflügel jagte man mit Pfeil und Bogen oder fing es in Netzen. Kormorane wurden nachts von ihren Schlafplätzen auf Felsen vor der Küste geholt. Knochen von größeren Vögeln, wie Schwänen, Kanadagänsen, Waldhühnern und Truthähnen, wurden in Abfallgruben auf dem Gelände des Fort Shantok aus dem 17. Jahrhundert gefunden. Fische fing man mit Schnüren, an denen sich knöcherne Angelhaken befanden, mit Netzen, an über den Fluss gebauten Wehren und mit Speeren vom Kanu aus. Störe scheinen besonders beliebt gewesen zu sein. Die Frühlingswanderung von laichenden Fischen flussaufwärts bildete eine günstige Gelegenheit für große Fänge mit wenig Aufwand. Bestimmte Stellen am Fluss, an denen man die Fische möglichst leicht fangen konnte, waren gefragte Lagerplätze. Fische, die in den Zeiten des Überflusses gefangen wurden, trocknete man auf Gerüsten in der Sonne oder über rauchendem Feuer und verzehrte sie zu anderen Jahreszeiten.
Hummer wurden bei den Massachusett von Frauen gesammelt und man trocknete und räucherte sie als Nahrung für den Winter. Schalentiere, besonders Austern und hart- und weichschalige Muscheln, waren eine wichtige Nahrungsquelle.
Wilde Pflanzen variierten zwischen Jahreszeit und Ortslage. Wurzeln dienten in erster Linie zur Ernährung im Winter. Den Sommer hindurch gab es Erdbeeren, Himbeeren, Brombeeren, Blaubeeren und zuletzt Weintrauben. Im Herbst wurden Walnüsse, Kastanien und Eicheln gesammelt, enthülst, getrocknet und bis zum Verzehr gelagert. Alle diese Früchte konnten für den Verzehr in Suppen und Eintopf gemahlen werden und Eicheln verfeinerte man durch Kochen zu einem schmackhaften Gericht.

### Gartenanbau

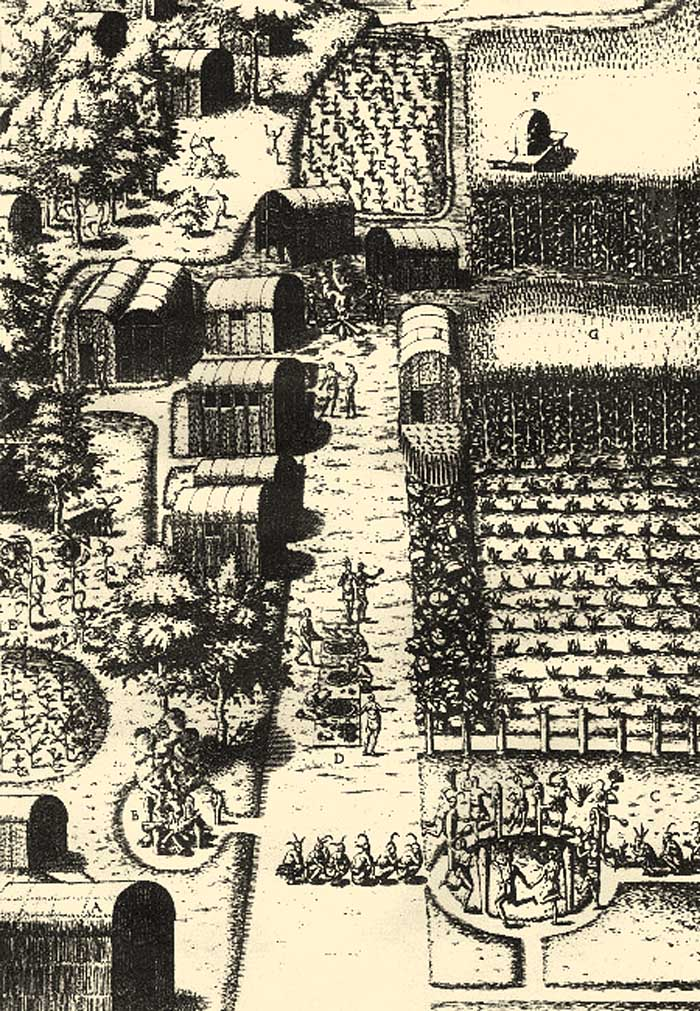
Typische Pflanzung der Algonkin im südlichen Neuengland

Angefangen bei Giovanni da Verrazzano gibt es relativ vollständige Beschreibungen des indianischen Gartenanbaus. Die frühen Entdecker waren alle von der Ausdehnung der kultivierten Felder beeindruckt, die die Küste an vielen Stellen zwischen dem Saco River und Cape Cod säumten.
Angebaut wurde vor allem Mais, Kidney-Bohnen, Squash (Kürbis), Topinambur und Tabak. Größere Gruppen an Männern und Frauen bereiteten das Land zur Pflanzung vor. Die Bäume wurden drei Fuß (ca. 91 cm) oberhalb des Bodens abgeschnitten, die Zweige und Stämme verbrannt und die Saat zwischen die Baumstümpfe eingebracht, die schließlich gerodet wurden. Champlain beschreibt das Bepflanzen eines Feldes an den Ufern des Saco im Juli 1605:
Nachdem man den Boden mit spatenförmigen Geräten aus Hartholz umgegraben hatte, nahm man die Schalen von Horseshoe-Krabben zur Anhäufung von kleinen, etwa 3 Fuß voneinander entfernten, Hügeln, in die jeweils 3 oder 4 Maiskörner und die gleiche Menge Bohnen gelegt wurden.
Als Düngemittel legte man kleine Fische in jeden Maishügel, eine Praxis, die aber aus Europa stammen könnte. Die Felder ließ man notwendigerweise brach liegen, um die Fruchtbarkeit zu erhöhen, und brannte sie ab, bevor sie neu bepflanzt wurden. Hacken aus Muschelschalen wurden in Massachusetts zum Unkrautjäten benutzt.
Das Pflanzen, Bearbeiten und Ernten war gewöhnlich Frauenarbeit, obwohl alte Männer oder junge Männer aus Zuneigung zu ihren Frauen mithalfen. Einzige Ausnahme war Tabak, der vorwiegend von Männern angebaut wurde. Der getrocknete Mais wurde in gewebte Säcke oder Körbe gefüllt und in großen Löchern oder Gräben vergraben, um während des Herbstes und im Winter verzehrt zu werden. Diese tiefen, mit Matten bedeckten Löcher im Boden waren den englischen Siedlern verhasst. Sie nannten diese Einrichtung Indianer-Scheunen und mochten sie nicht, weil ihr weidendes Vieh oft durch die Matten in die Tiefe stürzte.

### Siedlungs-Muster
Ein Dorf bestand normalerweise aus einer Reihe gegenüberliegender Häuser. Die Bewohner nutzten die Ressourcen eines begrenzten Gebiets, zum Beispiel den Abschnitt eines Flusses oder der Küste. Der Sommer war die Zeit der größten Mobilität, in der die Familien über das Land zerstreut waren. Samuel de Champlain bemerkte während seiner Sommerreisen 1605 und 1606 viele alleinstehende Häuser, jedes davon von so viel Land umgeben, wie die Bewohner zum Gartenbau benötigten. In Rhode Island bearbeiteten die Indianer manchmal Felder, die eine Meile oder mehr auseinander lagen, und wenn die Arbeit auf dem einen Feld beendet war, zogen sie in ein Haus auf dem nächsten um. Der Sommer war auch die Zeit für kurze Reisen an besondere Sammelstellen. Die Leute aus Nemasket im südöstlichen Massachusetts wanderten über 15 Meilen (24 km) bis zur Meeresküste bei Plymouth, um bei jeder Springflut Hummer zu fangen.
Nach der Ernte unternahmen die Massachusett ihre längste Wanderung des Jahres, von den Sommerfeldern in den tiefen Wald, wo sie den Winter verbrachten. Im Oktober 1606 beobachteten französische Entdecker im südlichen Cape Cod, wie die Einheimischen ihre Häuser zerlegten und Frauen und Kinder mit allen Vorräten in die Wälder schickten.
Die Bevölkerung scheint im Winter konzentrierter gelebt zu haben, aber sogar im Frühwinter waren Familien oft entfernt vom Dorf und wohnten in Jagdlagern, bis der tiefe Schnee kam. Die Fischschwärme im Frühling waren die Gelegenheit zur Zusammenkunft mehrerer Dörfer und der Anlass für gemeinsame Spiele und Feiern. Die Häuser wurden nach dem Tod eines Bewohners verlassen. Ein Grund für die Verlegung eines ganzen Dorfes scheint auch manchmal der Mangel an örtlichem Feuerholz gewesen zu sein.

## Handel und Wampum
Zusätzlich zu den Gütern aus der eigenen lokalen Umwelt beschafften sich die Massachusett wertvolle Produkte aus anderen Gegenden über ein Handelsnetz, das verschiedene Orte innerhalb der Region miteinander und mit Stämmen in angrenzenden Gebieten verband. Dieses Handelsnetz bestand schon lange vor dem Kontakt mit den Europäern, dennoch wurde es zweifellos durch die Einführung europäischer Handelsgüter schnell und wesentlich beeinflusst.
Der europäisch-indianische Handel begann schon früh im 17. Jahrhundert. Viele der frühen Erforscher des südöstlichen Neuengland bemerkten kupferne Ohrringe, Armbänder, Anhänger und Brustplatten. Das Kupfer könnte auch von europäischen Besuchern stammen, aber es ist eher wahrscheinlich, dass es von Maine- und Neuschottland-Indianern kam, die das Edelmetall zuerst von europäischen Fischern und Pelzhändlern erhielten und es dann auf der gut funktionierenden Küsten-Handelsroute nach Süden brachten.
Ein bevorzugtes Handelsgut der Ureinwohner war Wampum, bestehend aus zylindrischen Perlen, die man aus der Wirbelsäule der Schnecken-Muschel (Venus Buccinum) für die weiße Variante herstellte, während aus der violetten Partie der Quahog-Muschel (Venus Mercenaria) die Perlen für die dunklere Variante gefertigt wurden. Wampum wurde von den Indianern Long Islands und der Küste Connecticuts und Rhode Islands, insbesondere Shinnecock, Pequot und Narragansett, hergestellt, während man Schnecken-Muscheln nördlich von Cape Cod nicht mehr in größeren Mengen fand. Diese Perlen gelangten nordostwärts entlang der Handelsroute bis nach Neuschottland und ihr Wert wuchs noch stärker als die Entfernung zum Produktionsort.
Bevor es Metallwerkzeuge gab, wurden Muscheln auf steinernen Scheiben in die richtige Form geschliffen und mit steinernen Bohrern durchbohrt. Bald nach dem Kontakt mit Europäern gebrauchten die Indianer eiserne Bohrer und begannen, größere Mengen dieses Artikels für den Handel mit Holländern und Engländern zu produzieren, die ihn wiederum im Handel für Felle bei Indianern des Inlands und im Norden einsetzten. Werkzeuge, Herstellungsreste und halbfertige Perlen fand man in Mengen an Wohnorten der Corchaug, Mohegan und Narraganset im 17. Jahrhundert. Wampum wurde ein echter Tauschartikel und war wahrscheinlich ein wichtiges Mittel, um die Indianer Süd-Neuenglands in die europäische Geldwirtschaft einzubinden.

## Soziale Organisation
Das Dorf war die soziopolitische Basiseinheit, die von einem Sachem geführt wurde. Frühe europäische Beobachter charakterisierten das indianische politische System als monarchisch, aber Beschreibungen von speziellen Ereignissen weisen deutlich darauf hin, dass der Sachem sehr begrenzte Macht hatte und seinen Einfluss im Wesentlichen durch Überredung und Großzügigkeit ausübte. Wichtige Entscheidungen wurden stets nach Beratung mit den Großen Männern des Dorfes getroffen, die mehr oder weniger formal einem Rat des Sachems entsprochen haben dürften.
Eine Anzahl von Quellen aus dem 17. Jahrhundert vermittelt den Eindruck, dass die Autorität eines Massachusett-Sachems über Land und Leute patrilinear erblich war. William Wood berichtet 1634 speziell über die Regeln der königlichen Nachfolge:

„Bei ihren Königen ist es üblich zu erben, der Sohn übernimmt immer das Königreich nach dem Tode seines Vaters. Gibt es keinen Sohn, dann folgt die Königin; gibt es keine Königin, kommt der nächste von königlichem Geblüt; wenn ein Anderer kommt, wird er als widerrechtlicher Eindringling angesehen, und wenn seine ordentliche Beförderung ihn nicht als den besseren ausweist, werden sie ihn bald seines Amtes entheben.“

Einen Nachweis für ein Erbmuster, das für alle Stämme in Süd-Neuengland zutrifft, gibt es nicht. Zum Beispiel gab es im 17. Jahrhundert Squaw-Sachems in Massachusetts und Rhode Island. Sie waren nicht einfach die Witwen eines Sachems, sondern eher Frauen, die infolge ihrer Abstammung zu einer Führungsrolle berechtigt waren. Frauen erbten Landrechte, und ihre Namen erscheinen auf Urkunden, in denen dieses Land auf die englischen Kolonisten übertragen wurde.
Uncas Genealogie, ein einzigartiges Dokument aus dem Jahr 1679, mit dem der Mohegan-Sachem seinen Anspruch auf Land im östlichen Connecticut unterstützen wollte, führt seine sowohl matrilineare als auch patrilineare Abstammung auf Sachems der Pequot, Narraganset und Long-Island-Indianer zurück und sollte Erbschaftsansprüche jeder Linie nachweisen.
Heiraten scheinen nur innerhalb von Klassengrenzen geschlossen worden zu sein. Zumindest bei Familien der Führungsklasse waren sie manchmal polygam, möglicherweise darin begründet, dass die Häuptlinge die Dienste ihrer Frauen bei der Unterhaltung von Besuchern und Erfüllung anderer Führungsaufgaben benötigten, wie auch durch den Wunsch, verwandtschaftliche Bande zu den Häuptlings-Lineages der Nachbarn zu knüpfen. Es wurde ein Brautpreis bezahlt, der häufig aus Wampum bestand.

## Politische Organisation
Oberhalb der dörflichen Ebene spielten Allianzen der Dörfer eine wichtige Rolle. Schilderungen der sozialen Einheiten im östlichen Massachusetts sprechen allgemein nur von individuellen Dörfern oder lockeren Dorfgruppierungen. Champlain zum Beispiel bezeichnet nach seinen Besuchen von 1605 und 1606 alle Indianer vom Saco River bis Cape Cod als Almouchiquois. Er benennt einzelne örtliche Führer, aber niemals größere regionale Gruppen.
Die meisten Beschreibungen stammen aus der Zeit nach den schrecklichen Epidemien von 1616 bis 1619, von denen die einheimische Bevölkerung vom südwestlichen Maine bis Cape Cod nahezu ausgelöscht wurde, und hinterließen eine daraus resultierende stark veränderte Situation. Diese Quellen beschreiben wesentlich strengere, hierarchisch strukturierte politische Einheiten, die bedeutend größere Gebiete bewohnten.
Es darf auch nicht vergessen werden, dass es für jede europäische Kolonialverwaltung vorteilhaft war, die Macht und territorialen Grenzen von bestimmten indianischen Führern zu betonen, und wenn möglich sogar zu erhöhen, von denen sie Vertragsrechte und Landurkunden bekommen hatten.

## Geschichte

### 17. Jahrhundert
Die Massachusett gehörten mit Sicherheit zu den Almouchiquois-Gruppen, die von Champlain während der französischen Erforschung der südlichen Neuenglandküste im Jahre 1605 erwähnt wurden. Nach den Franzosen kamen die Holländer. Auch John Smith besuchte das Land der Massachusits, welches das Paradies von allen Gegenden ist. Er scheint die Wampanoag und die meisten der südlich der Pawtucket lebenden Gruppen als Teile der Massachusett angesehen zu haben. Die Epidemien von 1617 bis 1619 trafen die Massachusett genau so schlimm wie ihre Nachbarn im Norden. Viele Dörfer waren völlig ausgestorben, und die anschließende Entvölkerung und Desorganisation verhinderte zweifellos einen ernsthaften Widerstand gegen die beginnende europäische Kolonisation.
Spät im Jahre 1622 begannen englische Kolonisten, eine Siedlung in Wessagusset zu errichten, aber mitten im Winter herrschte bei den Europäern eine ernste Hungersnot und nach wiederholten Lebensmitteldiebstählen kam es zu Spannungen. Der örtliche Sachem Obtakiest organisierte angeblich ein Komplott, um alle Engländer aus dem südöstlichen Neuengland zu vertreiben. Der Plan jedoch wurde an die Plymouth-Kolonisten verraten, die eine kleine Truppe nach Wessagusset schickten, wo sie einige Anführer töteten und andere verwundeten, darunter Obtakiest. Dies war offenbar der erste und einzige bewaffnete Konflikt zwischen den Massachusett und den Kolonisten.
Als die ersten Puritaner 1629 in Boston siedelten, trafen sie nur noch auf etwa 500 Massachusett in diesem Gebiet, von denen viele bei der nächsten Pocken-Epidemie im Jahre 1633 starben, so auch der Nachfolger von Obtakiest, Sachem Chicabaut. Dessen Nachfolger Cutchamakin war ein aktiver Verbündeter der Kolonie und diente ihnen oft als Bote und Dolmetscher.

Titelseite der Elliot-Bibel

John Eliot, ein puritanischer Pfarrer in Roxbury, bemühte sich darum, die Stämme in Massachusetts in seinem christlichen Glauben zu unterweisen. Diese Arbeit führte schon bald zu einem bemerkenswerten Missionierungsvorhaben, den sogenannten Gebetsstädten bei den Massachusett-Indianern. Sie wurde darüber hinaus zu einem Meilenstein in der Geschichte amerikanischer Buchdruckerkunst und indianischer Bildung nach europäischen Kriterien. John Eliots Übersetzung der Heiligen Schrift 1663 erschien als erste in Nordamerika gedruckte Bibel in der Sprache der Massachusett.
Um 1650 sammelten sich viele der überlebenden Massachusett in Gebetsstädten und waren mindestens oberflächlich christianisiert. Nur wenige von ihnen nahmen am King Philip’s War teil, trotzdem wurden sie verfolgt und litten häufig unter der anti-indianischen Hysterie jener Zeit.
Im südlichen Neuengland waren in dieser Zeit Mischehen von Indianern mit Schwarzen oder Weißen durchaus üblich, dennoch hatten die daraus entstehenden rassisch gemischten Gemeinden eine starke Bindung an ihre indianische Herkunft und wurden allgemein von anderen Gruppen als Indianer angesehen. Die meisten dieser indianischen Gruppen bezeichnete man einfach mit den Namen der Orte, wo sie lebten.

### 18. bis 20. Jahrhundert
Die Jahre von 1700 bis 1900 waren von langsamer und schmerzvoller Akkulturation gekennzeichnet und brachten Veränderungen in das wirtschaftliche, kulturelle und religiöse Leben der Massachusett. Der Ackerbau in der Art der englischen Siedler wurde von ihnen lange Zeit abgelehnt. Stattdessen war viel Reservatsland an weiße Farmer verpachtet und die Indianer lebten von dem Geld, das sie dafür erhielten. Außerdem hatten sie Einnahmen aus dem Verkauf von Holz aus ihren Ländereien, obwohl gelegentliche Kahlschläge den Wert des Landes minderten. Jagen in großem Maßstab war nicht mehr möglich, manche Gruppen verdienten sich ihren Lebensunterhalt mit Fischen und der Zuckerherstellung.
Herstellung und Verkauf von handwerklichen Gegenständen, wie Scheuerbürsten, Körbe und Besen, war eine zusätzliche Einkommensquelle für viele Reservatsindianer. Andererseits waren Jobs schwer zu bekommen und oft gab es für Indianer und Schwarze nur Hilfsarbeiten zu niedrigsten Löhnen. Trotzdem machten sich Rhode-Island-Indianer einen Namen als Mauerbauer, ein Handwerk, für das sie noch im 20. Jahrhundert bekannt waren, und einige züchteten Schafe für die örtliche Wollindustrie. Über die indianische Beteiligung an der Amerikanischen Revolution und am Sezessionskrieg wurde viel berichtet, aber obwohl man ihre Tapferkeit und guten Dienste anerkannte, blieb ihr allgemein niedriger ziviler Status unverändert.
Der Wechsel in der Materialkultur war deutlich: Wigwams wurden für Häuser in englischem Stil aufgegeben. Englische Kleidung und Haushaltswaren waren leicht zu haben und der Wechsel zu englischem Lebensstil, der im 17. Jahrhundert begann, wurde praktisch im 19. Jahrhundert vollendet. Im Laufe der dazwischen liegenden beiden Jahrhunderte verschwanden die Sprachen der Ureinwohner fast völlig. In Schulen und im Beruf lernte man Englisch und im frühen 20. Jahrhundert erinnerten sich nur noch einige ältere Leute an eine geringe Zahl indianischer Wörter.
Ein weiterer Faktor für die Akkulturation und in einigen Fällen für den Verlust an Identität bei den indianischen Gruppen des südlichen Neuengland war der Rückgang der Bevölkerungszahl. Krankheiten waren der Hauptgrund für die Sterblichkeit und in zeitgenössischen Berichten werden oft die verheerenden Folgen der Trunksucht hervorgehoben. Außerdem kam der Tod vieler Männer hinzu, die in den kolonialen Regimentern gegen die Franzosen und später im Unabhängigkeitskrieg gegen die Engländer dienten. Das hatte zur Folge, dass viele indianische Frauen weiße oder schwarze Männer heirateten.
Obwohl man nicht mehr viele Indianer in den Reservaten antreffen konnte, waren die Nachfahren der Neuengland-Indianer im Jahre 1975 weit entfernt vom Aussterben. 1960 gibt eine Volkszählung die Zahl der Küstenalgonkin mit 4.165 Personen an.
Verschiedene Präzedenzfälle in der Mitte der 1970er-Jahre stellen Urteile in Aussicht, den Status des Landbesitzes von Neuengland-Indianern neu zu definieren. Außerdem sollen sie Entschädigungen für frühere Landverluste erhalten und offizielle Anerkennung bei der Regierung der Bundesstaaten finden.

## Demografie
Um 1614 schätzte man die Bevölkerung der Massachusett auf 3.000 Angehörige, die in 20 Dörfern rund um die Boston Bay lebten. 1620 gab es nach den verheerenden Epidemien nur noch 800 Überlebende, und 1630 zählten die Puritaner weniger als 500 Stammesangehörige. Nach 1800 waren keine organisierten Massachusett mehr bekannt. Es gibt heute aber einige Nachfahren aus der Gebetsstadt Punkapog, die in der Nähe von Canton, Mattapan und Mansfield leben.